# Грязная Новинка
Грязная Новинка — деревня в Демянском районе Новгородской области. Входит в Кневицкое сельское поселение.
Расположена на левом берегу Березенки (бассейн Полы), на участке открытой местности в лесах в 4,5 км к юго-востоку от посёлка Кневицы, в 94 км от Великого Новгорода и в 30 км к северо-западу от Демянска.
Ближайшая ж.-д. станция находится в Кневицах (на линии Бологое — Дно).
| 2010 |
| ---- |
| 7    |

## История
В 1925 году проживало 222 человека.
В районе Грязной Новинки в сезон ежегодно работают поисковики, разбивающие в деревне лагерь и старающиеся найти останки погибших во время Второй мировой войны солдат. В 1942 году в районе деревни, по показаниям очевидцев, были бои и погибло 280 советских десантников (по донесениям, однако, они погибли у деревни Заболотье).